# Lâu đài Lichtenstein

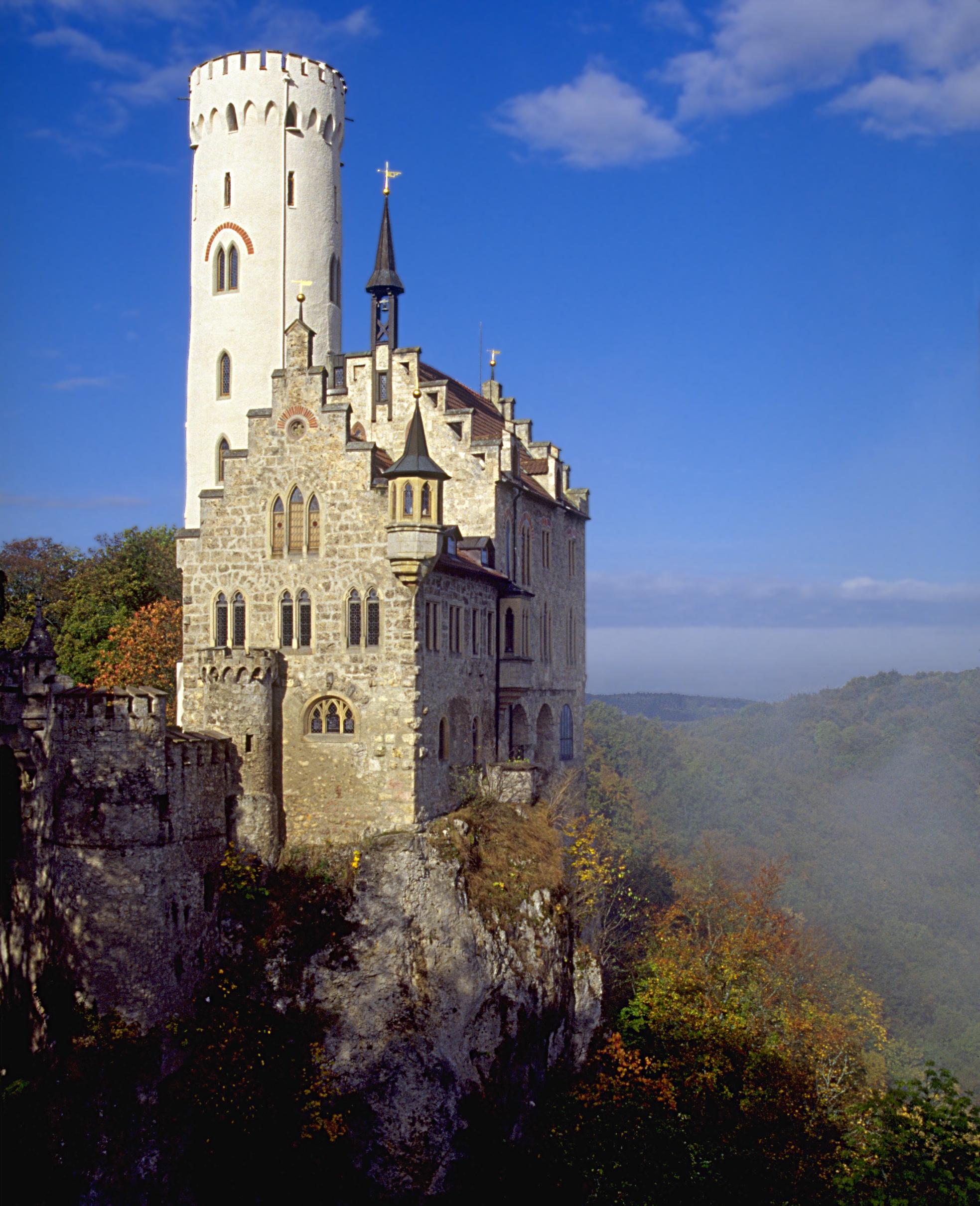
Lâu đài Lichtenstein nằm trên một vách núi dựng đứng, nhìn về phía thung lũng Echaz.

Lâu đài Lichtenstein là một lâu đài có kiểu dáng truyện cổ tích nằm gần Honau thuộc Swabian Alb, Baden-Württemberg, Đức. Tên của nó có nghĩa là "Đá (có màu) sáng".
Theo lịch sử, từng có một lâu đài nằm tại vị trí này từ khoảng những năm 1200. Nó đã từng hai lần bị phá hủy, một lần trong trận chiến Reichskriegs năm 1311 và một lần bởi thành quốc Reutlingen vào năm 1381. Lâu đài đã không được trùng tu lại và rồi sau đó rơi vào sự đổ nát.
Năm 1802, vùng đất này rơi vào tay vua Frederick I của Württemberg, ông đã cho xây một nhà nghỉ phục vụ việc săn bắn ở đây. Đến năm 1837, vùng đất được cháu trai của ông là công tước Wilhelm của Urach, bá tước của Württemberg, thừa kế, người được gây cảm hứng từ cuốn tiểu thuyết Lichtenstein của Wilhelm Hauff, đã cho xây thêm lâu đài này vào những năm 1840–42. Đây là lâu đài theo trường phái Neo-Gothic với sự thiết kế của kiến trúc sư Carl Alexander Heideloff.
Ngày nay lâu đài vẫn thuộc sở hữu của dòng Công tước xứ Urach, nhưng đã mở cửa cho khách tham quan. Trong lâu đài lưu giữ một số lượng lớn vũ khí và áo giáp cổ.